# Световой поток
Световой поток — физическая величина, характеризующая количество «световой» мощности в соответствующем потоке излучения, где под световой мощностью понимается световая энергия, переносимая излучением через некоторую поверхность за единицу времени. Иными словами, «световой поток является величиной, пропорциональной потоку излучения, оценённому в соответствии с относительной спектральной чувствительностью среднего человеческого глаза». В свою очередь величина «поток излучения» определяется как мощность, переносимая излучением через какую-либо поверхность.
Более формально световой поток можно определить как световую величину, оценивающую поток излучения по его действию на селективный приёмник света, спектральная чувствительность которого определяется функцией относительной спектральной световой эффективности излучения.
- Обозначение: {\displaystyle \Phi _{v}}
- Единица измерения в Международной системе единиц (СИ): люмен (русское обозначение: лм; международное: lm).

## Определяющие формулы
Если имеется монохроматическое излучение с длиной волны {\displaystyle \lambda }, поток излучения которого равен {\displaystyle \Phi _{e}(\lambda )}, то в соответствии с определением световой поток такого излучения {\displaystyle \Phi _{v}(\lambda )} выражается равенством:
{\displaystyle \Phi _{v}(\lambda )=K_{m}\cdot V(\lambda )\cdot \Phi _{e}(\lambda ).}
где {\displaystyle V(\lambda )} — относительная спектральная световая эффективность монохроматического излучения, имеющая смысл нормированной в максимуме на единицу чувствительности среднего человеческого глаза при дневном зрении, а {\displaystyle K_{m}} — коэффициент, величина которого определяется используемой системой единиц. В системе СИ этот коэффициент равен 683 лм/Вт.
Световой поток излучения с дискретным (линейчатым) спектром получается суммированием вкладов всех линий, составляющих спектр излучения:
{\displaystyle \Phi _{v}(\lambda )=K_{m}\sum _{i=1}^{N}V(\lambda _{i})\cdot \Phi _{e}(\lambda _{i}),}
где {\displaystyle \lambda _{i}} — длина волны линии с номером «i», а N — общее количество линий.
В случае немонохроматического излучения с непрерывным (сплошным) спектром малую часть всего излучения, занимающую узкий спектральный диапазон {\displaystyle d(\lambda )}, можно рассматривать как монохроматическое с потоком излучения {\displaystyle d\Phi _{e}(\lambda )} и световым потоком {\displaystyle d\Phi _{v}(\lambda )}. Тогда для связи между ними будет выполняться
{\displaystyle d\Phi _{v}(\lambda )=K_{m}\cdot V(\lambda )\cdot d\Phi _{e}(\lambda ).}
Интегрируя данное равенство в пределах видимого диапазона длин волн (то есть от 380 до 780 нм), получаем выражение для светового потока всего рассматриваемого излучения:
{\displaystyle \Phi _{v}=K_{m}\cdot \int \limits _{380~nm}^{780~nm}V(\lambda )\cdot d\Phi _{e}(\lambda ).}
Если использовать спектральную плотность потока излучения {\displaystyle \Phi _{e,\lambda }}, характеризующую распределение энергии излучения по спектру и определяемую как {\displaystyle {\frac {d\Phi _{e}(\lambda )}{d\lambda }}}, то выражение для светового потока приобретает вид:

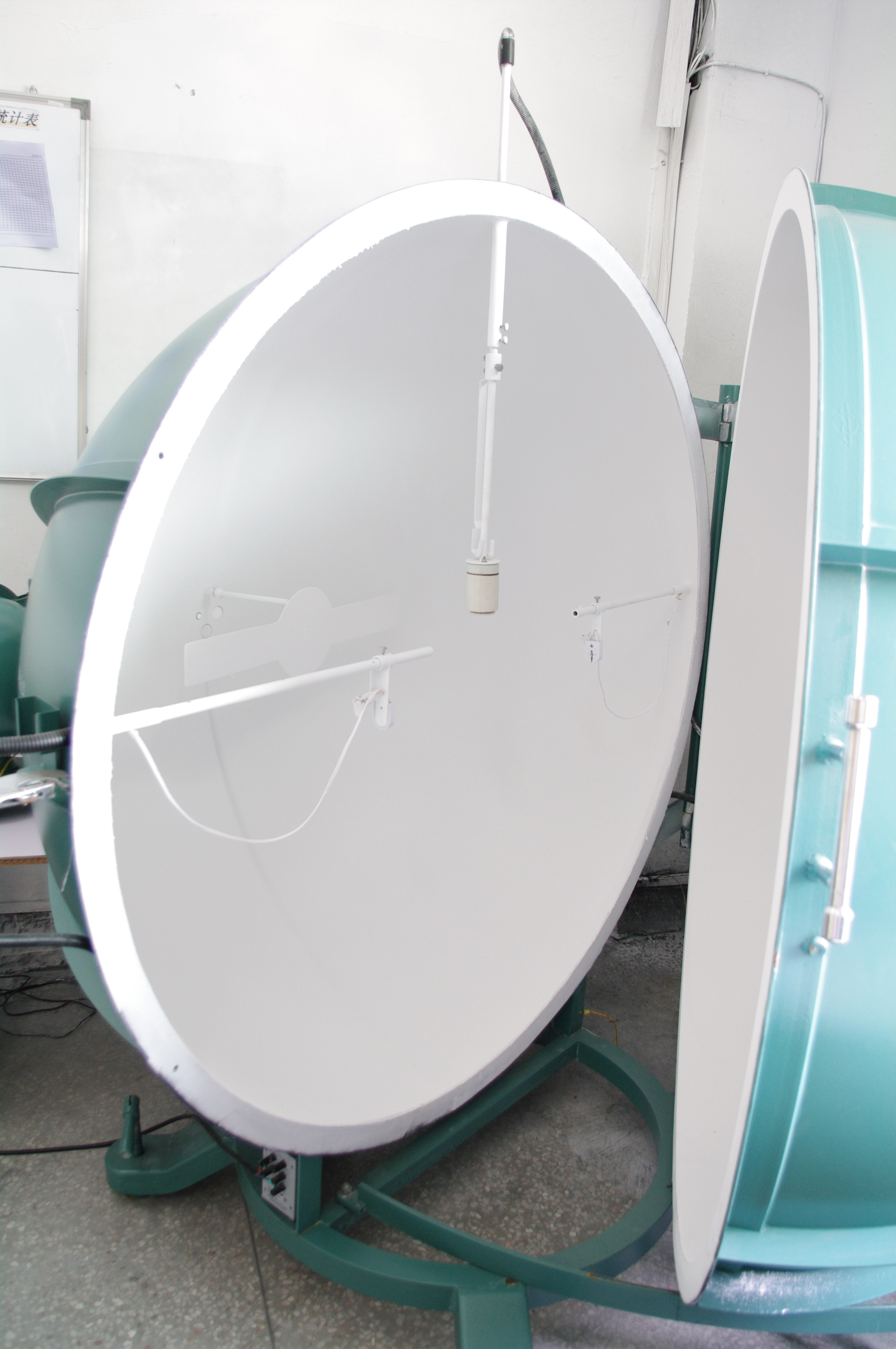
Интегрирующий сферический фотометр (Шар Ульбрихта)

{\displaystyle \Phi _{v}=K_{m}\cdot \int \limits _{380~nm}^{780~nm}V(\lambda )\cdot \Phi _{e,\lambda }\cdot d\lambda .}

## Измерение
Измерение светового потока от источника света производится при помощи специальных приборов — сферических фотометров, либо фотометрических гониометров. Трудность измерения заключается в том, что необходимо измерить поток, который испускается во всех направлениях — в телесный угол 4π.
Для этого можно использовать сферический фотометр — прибор, представляющий собой сферу с внутренним покрытием, имеющим коэффициент отражения, близкий к 1. Исследуемый источник света помещается в центр сферы и при помощи фотоэлемента, вмонтированного в стенку сферы и покрытого фильтром с кривой пропускания, равной кривой спектральной чувствительности глаза, измеряется сигнал, пропорциональный освещенности фотоэлемента, которая, в свою очередь, в данном устройстве пропорциональна световому потоку от источника света (фотоэлемент измеряет только рассеянный свет, так как заслонён от прямого излучения источника специальным экраном). Путём сравнения полученного сигнала с сигналом от эталонного источника света можно измерить абсолютный световой поток источника света.
Другая возможность состоит в применении фотометрических гониометров. В этом случае производится измерение освещённости, создаваемой исследуемым источником, на воображаемой сферической поверхности. Для этого люксметр проходит последовательно при помощи гониометра все позиции на сфере. Интегрируя измеренные освещённости (измеряются в люксах: 1 люкс = 1 люмен/м²) по площади сферы (м²), получим абсолютный световой поток источника света (в люменах). Условием получения абсолютных значений является калиброванный в абсолютных величинах люксметр. 

## Пояснения

Спектральные зависимости относительной чувствительности среднего человеческого глаза для дневного (красная линия) и ночного (синяя линия) зрения

Значение фотометрического эквивалента излучения Km однозначно задаётся определением единицы силы света канделы, являющейся одной из семи основных единиц системы СИ. По определению одна кандела — это «сила света в заданном направлении источника, испускающего монохроматическое излучение частотой 540⋅1012 Гц, энергетическая сила света которого в этом направлении составляет 1/683 Вт/ср». Частоте 540⋅1012 Гц соответствует в воздухе длина волны 555 нм, на которой располагается максимум спектральной чувствительности человеческого глаза для дневного зрения. Поэтому коэффициент Km находится из равенства
1 кд = Km·Vλ(555)·1/683 Вт/ср, откуда следует Km = 683 (кд·ср)/Вт = 683 лм/Вт.
Для случая ночного зрения значение фотометрического эквивалента излучения изменяется.
Человеческий глаз считается светлоадаптированным при яркостях более 100 кд/м². Ночное зрение наступает при яркостях менее 10−3 кд/м². В промежутке между этими величинами человеческий глаз функционирует в режиме сумеречного зрения.

## Примеры
| Источник                                  | Световой поток (люмен) |
| ----------------------------------------- | ---------------------- |
| 15 мВт зелёный лазер (длина волны 532 нм) | 8,4                    |
| Керосиновая лампа                         | 100                    |
| 18 Вт Люминесцентная лампа                | 1250                   |

### Комментарии
1. ↑  Иногда коэффициент {\displaystyle K_{m}} называют фотометрическим эквивалентом излучения.
2. ↑  Более точное значение — 555,016 нм. Учёт отличия этого значения от величины 555 нм приводит лишь к незначительным для практики поправкам и поэтому здесь не производится. Подробности имеются в статье «Кандела».